# Phrixocomes
Phrixocomes là một chi bướm đêm thuộc họ Geometridae.